# Lista de presidentes da Assembleia Nacional de Angola
O Presidente da Assembleia Nacional de Angola representa a Assembleia Nacional e, portanto, o Poder Legislativo do país. O ocupante deste cargo é eleito secretamente por uma comissão interna. Tem como função dirigir as sessões parlamentares e estabelecer a comunicação desta com o Presidente.

## Lista
| №                                                                          | Retrato                                                                    | Nome (Nasc.-Morte)                                                         | Mandato                                                                    | Mandato                                                                    | Duração                                                                    | Partido Político                                                           |
| Conselho Revolucionário do Povo da República Popular de Angola (1975-1980) | Conselho Revolucionário do Povo da República Popular de Angola (1975-1980) | Conselho Revolucionário do Povo da República Popular de Angola (1975-1980) | Conselho Revolucionário do Povo da República Popular de Angola (1975-1980) | Conselho Revolucionário do Povo da República Popular de Angola (1975-1980) | Conselho Revolucionário do Povo da República Popular de Angola (1975-1980) | Conselho Revolucionário do Povo da República Popular de Angola (1975-1980) |
| -------------------------------------------------------------------------- | -------------------------------------------------------------------------- | -------------------------------------------------------------------------- | -------------------------------------------------------------------------- | -------------------------------------------------------------------------- | -------------------------------------------------------------------------- | -------------------------------------------------------------------------- |
| 1                                                                          |                                                                            | Lúcio Lara (1929-2016)                                                     | 11 de novembro de 1975                                                     | 10 de novembro de 1980                                                     | 4 anos e 365 dias                                                          | MPLA                                                                       |
| Assembleia do Povo da República Popular de Angola (1980-1992)              |                                                                            |                                                                            |                                                                            |                                                                            |                                                                            |                                                                            |
| 2                                                                          |                                                                            | José Eduardo dos Santos (1942-2022)                                        | 11 de novembro de 1980                                                     | 25 de outubro de 1992                                                      | 11 anos e 349 dias                                                         | MPLA                                                                       |
| Assembleia Nacional da República de Angola (1992-presente)                 |                                                                            |                                                                            |                                                                            |                                                                            |                                                                            |                                                                            |
| 3                                                                          |                                                                            | França Van-Dúnem (1934-2024)                                               | 26 de outubro de 1992                                                      | 2 de junho de 1996                                                         | 3 anos e 220 dias                                                          | MPLA                                                                       |
| 4                                                                          |                                                                            | Roberto Francisco de Almeida (1941-)                                       | 3 de junho de 1996                                                         | 29 de setembro de 2008                                                     | 12 anos e 118 dias                                                         | MPLA                                                                       |
| 5                                                                          |                                                                            | Nandó dos Santos (1950-)                                                   | 30 de setembro de 2008                                                     | 8 de fevereiro de 2010                                                     | 1 ano e 131 dias                                                           | MPLA                                                                       |
| 6                                                                          |                                                                            | Paulo Kassoma (1951-)                                                      | 9 de fevereiro de 2010                                                     | 26 de setembro de 2012                                                     | 2 anos e 230 dias                                                          | MPLA                                                                       |
| 7                                                                          |                                                                            | Nandó dos Santos (1950-)                                                   | 27 de setembro de 2012                                                     | 15 de setembro de 2022                                                     | 9 anos e 353 dias                                                          | MPLA                                                                       |
| 8                                                                          |                                                                            | Carolina Cerqueira (1956-)                                                 | 16 de setembro de 2022                                                     | em exercício                                                               | 2 anos e 337 dias                                                          | MPLA                                                                       |